# Spielfeld
Spielfeld est une ancienne commune autrichienne du district de Leibnitz en Styrie.
Elle est aujourd'hui intégrée à la commune de Strass in Steiermark.

## Histoire
Une clôture y a été érigée en 2015 pour tenter de réguler le flux d'immigrants à la frontière avec la Slovénie.